# EPC1
El potenciador del homólogo 1 de polycomb es una proteína que en humanos está codificada por el gen EPC1.